# Ґурово (Нідзицький повіт)
Ґурово (пол. Górowo, нім. Gorau) — село в Польщі, у гміні Козлово Нідзицького повіту Вармінсько-Мазурського воєводства.
Населення — 65 осіб (2011).
У 1975-1998 роках село належало до Ольштинського воєводства.

## Демографія
Демографічна структура станом на 31 березня 2011 року:
|          | Загалом | Допрацездатний вік | Працездатний вік | Постпрацездатний вік |
| -------- | ------- | ------------------ | ---------------- | -------------------- |
| Чоловіки | 38      | 10                 | 24               | 4                    |
| Жінки    | 27      | 5                  | 18               | 4                    |
| Разом    | 65      | 15                 | 42               | 8                    |